# DWA LVT/S

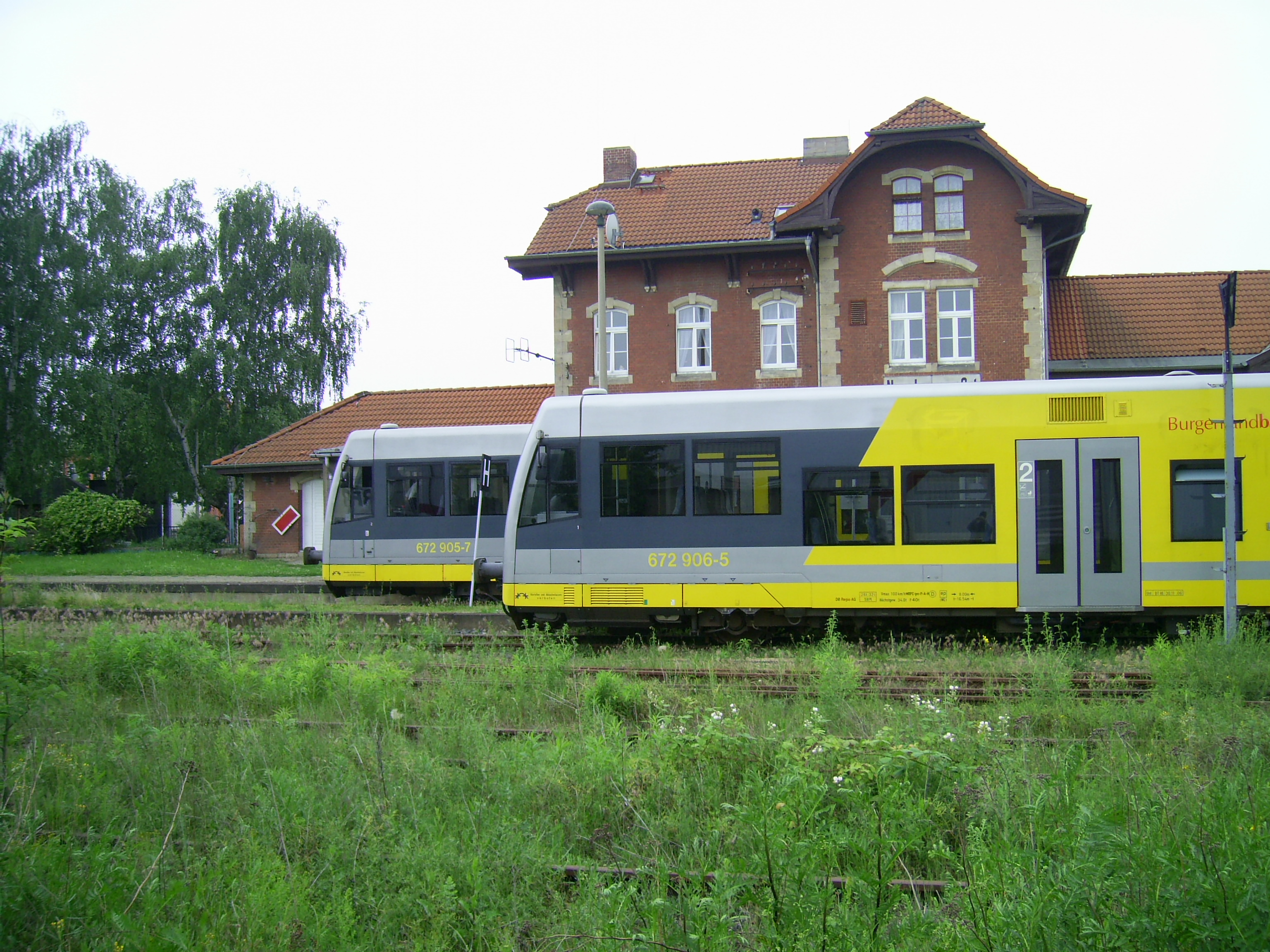
A Burgenlandbahn 672 905 és 906 pályaszámú motorkocsija

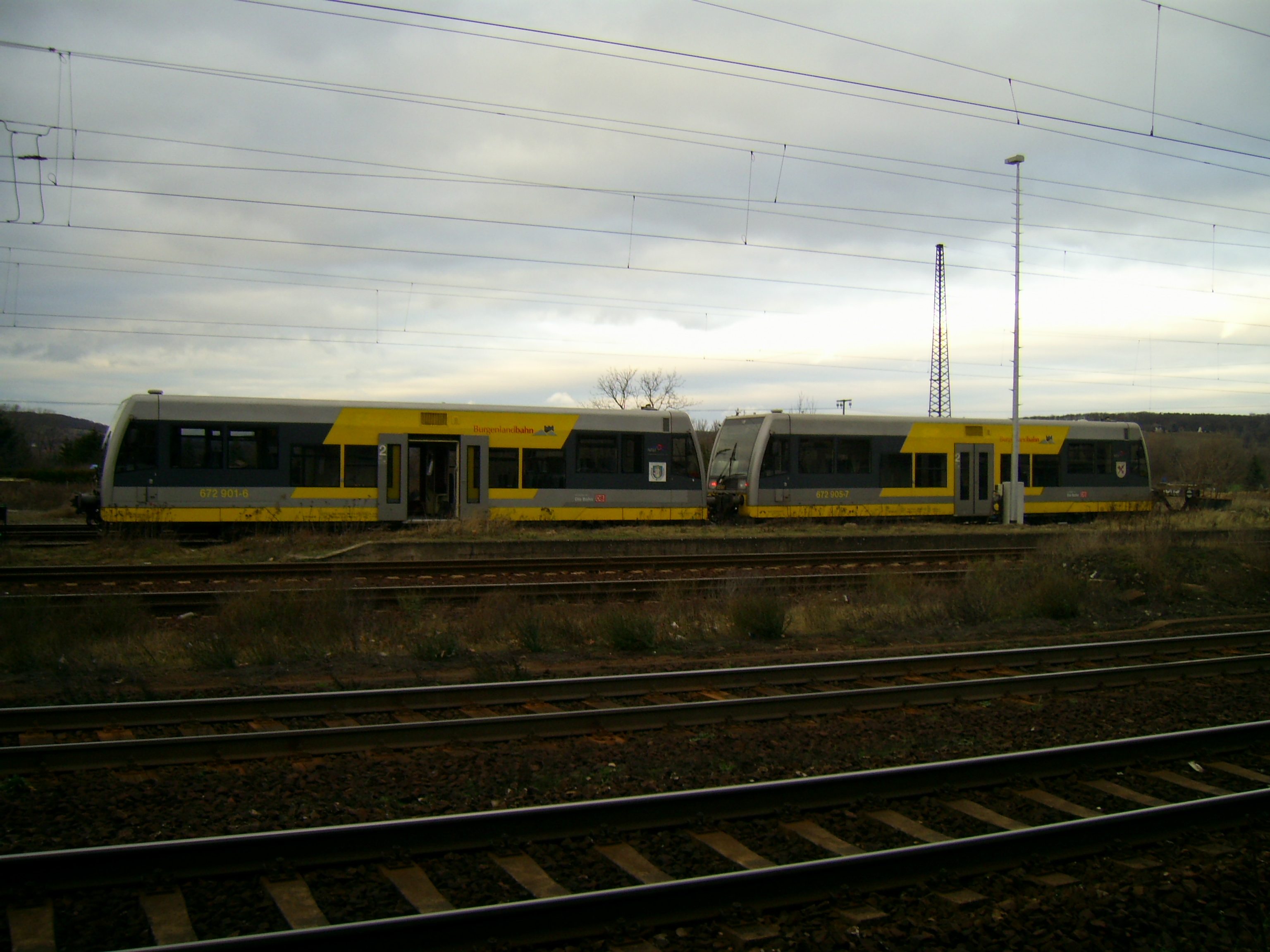
A Burgenlandbahn 672 901 és 905 pályaszámú motorkcsija Naumburg (Saale) főpályaudvarán

Az LVT/S motorkocsit a Verband Deutscher Verkehrsunternehmer (VDV – Német Közlekedési Vállalatok Egyesülete) által 1992-ben, az új mellékvonali járművekkel kapcsolatosan a gyártókkal szemben megfogalmazott követelmények figyelembe vételével az DWA cég bautzeni üzeme fejlesztette ki 1996-ra. A gyártó korábban e követelmények mentén készítette el kéttengelyes emeletes sínautóbuszát, mely azonban a 600 kN nyomóerőre méretezett kocsiszekrénye miatt nem volt a Német Vasút igényeinek megfelelő. Ezért a cég egy robusztusabb, egyszintes – 1500 kN-ra méretezett – de még mindig kéttengelyes járművet állított elő. Időközben azonban a DWA a Bombardier Transportation tulajdona lett, mely a típust nem fejlesztette és nem építette tovább. A VDV követelményeinek megfelelő számos gyártó számos járműve közül – kapacitását tekintve – ez volt az egyetlen típus, mely a legendás Ürdingeni sínbuszok valódi utódja volt, mégis a vasutak inkább a nagyobb, legalább 80–100 ülőhelyes járműveket választották.
Jelenleg a Burgenlandbahnon közlekedő DB tulajdonú LVT/S típusú motorkocsik a 672 sorozatjelet viselik.

### Bemutató Magyarországon
A DWA az LVT/S motorkocsijával 1997-ben bemutató körutat tartott Szlovéniában, Magyarországon és Ausztriában. A magyarországi bemutatóra 1997. július 12-én került sor Kaposvár állomáson az Adtranz cég Regio-Shuttle, valamint a MÁV Vasjármű Kft. által korszerűsített Bzmot 398 pályaszámú motorkocsival együtt. A motorkocsik 1997. július 8-10. között a Budapest–Esztergom-vasútvonalon, 13.-21. között a Balaton északi partján Tapolca–Balatonalmádi között, 14.-27. között Debrecen–Nyírbátor–Mátészalka-vasútvonalon a budapesti InterCity vonatokhoz csatlakozva. Az LVT/S motorkocsi 1997. augusztus 4-én hagyta el Magyarországot.
A DWA szándéknyilatkozatot írt alá az LVT/S magyarországi gyártásáról a MÁV, MÁV Szolnoki Járműjavító Kft. és az Ikarus autóbuszgyár képviselőivel, azonban ez végül nem valósult meg.

## Üzeme
A prototípus után 5 db jármű épült, melyeket a DWA a Hessische Landesbahnnak (HLB) adott bérbe, melyeket 1998-1999-ig, a HLB által megrendelt GTW 2/6 sorozatú motorkocsik megérkezéséig VT 504 001–005 pályaszámon használt. Három motorkocsi a 2006–2007-ben a HLB leányvállalatánál, a Frankfurt-Königsteiner Eisenbahnnál (FKE) üzemelt, míg annak VT 2E sorozatú motorvonatait felújították. A kocsik eközben végig a Bombardier Transportation tulajdonában voltak és vannak. Ezután visszakerültek a Prignitzer Eisenbahnhoz.
További 18 db LVT/S-t vásárolt a Karsdorfer Eisenbahngesellschaft (KEG), mely a DB AG-val közösen létrehozta a Burgenlandbahn GmbH-t (BLB) Szász-Anhaltban, mely a Burgenlandbahn vonalait üzemelteti. A motorkocsik, melyek néhány részletükben eltérnek az előzőektől (lásd műszaki adatok és leírás) a KEG VT 3.01–3.18 pályaszámokat kapták. Mivel a KEG 2004-ben csődöt jelentett, így a BLB-részesedés az Arco Transportation GmbH-hoz, majd a DB AG-hoz került. A DB-nél a járművek megtartották eredeti festésüket, azonban már a DB 672 901–918 pályaszámot viselik. 2006 áprilisában egyes járműveken keretén repedéseket találtak, így átmenetileg kivonták őket a forgalomból, majd a javítások elvégzése után 2006 végén – 2007 elején tértek vissza. 2007-ben 2 db Bombardier-tulajdonú jármű a BLB-hez került, ezek a 672 919–920 pályaszámokat kapták.

## Felépítése
Az LVT/S normál nyomtávolságú nagyvasúti jármű, melynek kocsiszekrénye az UIC-előírások szerinti 1500 kN-os nyomóerő elviselésére képes. A kocsiszekrény két darab egytengelyes forgóvázra támaszkodik. Szállítható mind központi ütköző-vonókészülékkel, mind hagyományos ütközőkkel és csavarkapoccsal. A beszállómagasság 600 mm, így a jármű legfeljebb 760 mm-es peronmagasság mellett cserélhet utast. Az alacsony padlós rész igénytől függően 550 vagy 760 mm-es peronmagasság figyelembe vételével alakítható ki. A járművek forgóvázak feletti és azon túlnyúló része része magas padlós.
Egy Volvo-gyártású dízelmotorból és Voith DIWA-hajtóműből álló gépcsoport hajtja kardántengelyen keresztül a motorkocsi egyik kerékpárját. A gépcsoportot a kocsiszekrény alatt, a hajtott tengelyen kívül helyezték el. A segédüzemi berendezéseket a FAGA, illetve a Schaltbau cégek szállították.

### Járműszekrény
A jármű vázszerkezete hengerelt és hajlított acélprofilokból hegesztéssel készült, az oldalfalakat rézzel ötvözött, így rozsdásodásra kevésbé hajlamos acéllemezek borítják. A padló és a tető rozsdamentes acélból készült. A járművek homloka és az oldalablakok fölötti burkolóelemek szálerősítéses műanyagból készültek és PUR-ragasztóanyaggal kerültek a vázhoz rögzítésre. A gépi berendezés burkolata nyitható és gázrugókkal nyitott állapotban rögzíthető. Az oldalablakok biztonsági üvegezésűek, felső részük billenve nyitható. A jármű padlója gumiprofilokkal támaszkodik a padlólemezre, anyaga fa, PVC-borítással. A motor feletti részen nyitható ajtókat helyeztek el. A járműbe oldalanként egy-egy db kétszárnyú, villamos hajtású lengő-toló ajtón át lehet beszálni, melyek 1300 mm szélességre nyílnak ki.

### Forgóvázak
A futómű az emeletes sínbuszoknál alkalmazott kivitel továbbfejlesztése. Mind a hajtott, mind a futótengelynél alkalmazott kivitel közel azonos. A kerékpártengelyt egy, a tengely középvonalán kívül elhelyezett kiegyenlítő emeltyű vezeti, mely a jármű középvonalában a járműszekrényhez elfordíthatóan rögzített és a magasságát a járműszekrényre ágyazott táminga állítja be. Ez a kiegyenlítő emeltyű viszi át a szerkezetre a vonó- és fékezőerőt is. A kiegyenlítő emeltyűhöz rögzített mindkét terelőkart, amely egyrétegű Megi- (fém és gumi) rugókon (mint primer rugózás) keresztül a csapágyakhoz, valamint a szekunder rugóként funkcionáló csavarrugó-párhoz csatlakozik. A csavarrugók felül a forgóváz-hossztartóhoz csatlakoznak. A hossztartók elöl a fék-kereszttartóval kapcsolódnak. A csavarrugókkal párhuzamosan függőleges lengéscsillapítót is beépítettek, továbbá a menetirány szerinti jobb oldalon keresztirányú lengéscsillapító is található.

### Gépi berendezés
A járművek hajtását biztosító dízelmotort és hajtóművet a forgóvázon kívülre, a vezetőfülke padlója alatt helyezték el. A hathengeres fekvő elrendezésű Volvo-dízelmotor Voith DIWA hidromechanikus hajtómű köziktatásával kardántengelyen át hajtja a hozzá közeli futómű kerékpárját. A nyomatékot nyomatéktám viszi át a járműszekrényre. Az irányváltós tengelyhajtóművek Kaelble+Gmeinder-gyártmányúak. A gépi berendezés ilyen elrendezése kedvező az alacsony padlós tér mérete szempontjából.

### Utastér
Az ülések 3+2-es elrendezésűk, az üléstávolság a páholyokban 1678, a sorüléseknél 775 mm. Az ülések a német Kiel cég gyártmányai és egy C-profillal az oldafalhoz, valamint egy lábbal a padlóhoz vannak rögzítve. Az ablakok fölé hosszanti poggyásztartókat szereltek. A többcélú térben kerekesszékek, gyerekkocsik és kerékpárok elhelyezésére is lehetőség van. Az utasterek fűtését a motor hűtővízköre és egy abba bekötött olajtüzelésű fűtőberendezés biztosítja öt db, az ülések alatt elhelyezett berendezésen keresztül.
Az utastájékoztatást az IBIS vezérli és két, a homlokablak mögött a vezetőoldalon felül elhelyezett Brose-gyártmányú gördülővásznas utastájékoztatóból áll. Ezenkívül a vezetőállások mikrofonnal szereltek, melyhez az utastérben négy, a járművön kívül oldalanként egy-egy hangszóró tartozik. A KEG járműveibe egy db, a beszállóajtó mellett elhelyezett zárt WC-t is beépítettek.